# Kantapong Bandasak
Kantapong Bandasak (thailändisch กานตพงศ์ บรรดาศักดิ์, * 4. Januar 1991) ist ein thailändischer Fußballspieler.

## Karriere
Kantapong Bandasak stand bis Ende 2018 beim Kasetsart FC unter Vertrag. Der Verein aus der Hauptstadt Bangkok spielte in der zweithöchsten Liga des Landes, der Thai League 2. Wo er vorher gespielt hat, ist unbekannt. 2019 wechselte er zum Zweitligaaufsteiger JL Chiangmai United FC nach Chiangmai. Anfang 2020 wurde der Verein von JL Chiangmai United in Chiangmai United umbenannt. Im März 2021 feierte er mit Chiangmai die Vizemeisterschaft und den Aufstieg in die erste Liga. Nach einer Saison in der ersten Liga musste er mit Chiangmai nach der Saison 2021/22 wieder in die zweite Liga absteigen.

## Erfolge
Chiangmai United FC
- Thailändischer Zweitligavizemeister: 2020/21  ▲